# لوكاس بلاب
لوكاس بلاب (بالإنجليزية: Luke Plapp) (و. 2000  م) هو دراج أسترالي، ولد في ملبورن. 

## التصنيف
| السنة      | 2019 | 2020 | 2021 | 2022 | 2023 | 2024 |
| ---------- | ---- | ---- | ---- | ---- | ---- | ---- |
| عالمي      | 1634 | 841  | 446  | 151  | 202  | 145  |
| أوقيانوسيا | 82   | 44   | 23   | 8    | 14   | 10   |
|            |      |      |      |      |      |      |
| مصدر: UCI  |      |      |      |      |      |      |

## سجل الفوز

### سباقات أو مراحل فاز بها
| التاريخ        | السباق                                                                            | المركز                                                                                            |
| -------------- | --------------------------------------------------------------------------------- | ------------------------------------------------------------------------------------------------- |
| 23 مارس 2018   | 2018 Oceania Road Cycling Championships Men U19 ITT                               | الفائز في التصنيف العام                                                                           |
| 25 سبتمبر 2018 | سباق الطريق ضد الساعة للشبان في بطولة العالم 2018                                 | الثاني في التصنيف العام                                                                           |
| 03 فبراير 2021 | سباق الطريق ضد الساعة للرجال في بطولة أستراليا 2021                               | الفائز في التصنيف العام                                                                           |
| 20 سبتمبر 2021 | سباق الزمن تحت 23 سنة في بطولة العالم 2021                                        | الثاني في التصنيف العام                                                                           |
| 16 يناير 2022  | سباق الطريق للرجال في بطولة أستراليا 2022                                         | الفائز في التصنيف العام                                                                           |
| 26 فبراير 2022 | طواف الإمارات 2022                                                                | الثالث في تصنيف أفضل شاب                                                                          |
| 01 مايو 2022   | طواف روماندي 2022                                                                 | الثاني في تصنيف أفضل شاب، التاسع في التصنيف العام                                                 |
| 29 مايو 2022   | طواف النرويج 2022                                                                 | الثاني في تصنيف أفضل شاب، الثاني في تصنيف النقاط، الثالث في التصنيف العام، الثامن في تصنيف الجبال |
| 18 سبتمبر 2022 | سباق الزمن في بطولة العالم 2022                                                   | المرتبة 12 في التصنيف العام                                                                       |
| 08 يناير 2023  | سباق الطريق للرجال في بطولة أستراليا 2023                                         | الفائز في التصنيف العام                                                                           |
| 22 يناير 2023  | داون أندر 2023                                                                    | السابع في تصنيف الجبال                                                                            |
| 04 يناير 2024  | 2024 Australia National Road Cycling Championships - Men ITT                      | الفائز في التصنيف العام                                                                           |
| 07 يناير 2024  | 2024 Australia National Road Cycling Championships - Men RR                       | الفائز في التصنيف العام                                                                           |
| 09 يناير 2025  | 2025 Australia National Road Cycling Championships - Men ITT                      | الفائز في التصنيف العام                                                                           |
| 12 يناير 2025  | Course en ligne masculine aux championnats d'Australie de cyclisme sur route 2025 |                                                                                                   |